# 73 Batalion Saperów
73 batalion saperów (73 bsap) – pododdział wojsk inżynieryjnych Sił Zbrojnych Rzeczypospolitej Polskiej.

## Historia
W wyniku reorganizacji Wojska Polskiego w latach 1949-1951 został sformowany na podstawie Rozkazu Ministra Obrony Narodowej nr 0044 z dnia 15 maja 1951r. w Budowie koło Złocieńca 73 batalion saperów dla 20 Dywizji Zmechanizowanej. 19 lipca 1961r. Rada Państwa nadała batalionowi sztandar. W tym samym roku batalion został przeniesiony do Gryfic. 17 stycznia 1969r. rozkazem Ministra Obrony Narodowe nr 006 batalion zostaje przemianowany na 7 Warszawski Batalion Saperów. W lipcu 1970r. batalion został przeniesiony do „Czerwonych koszar” w Stargardzie Szczecińskim.

## Dowódcy batalionu
- kpt. Eugeniusz Kramarski (1951 – 1952)
- kpt. Tadeusz Zdębiak (1952 – 1954)
- mjr Tadeusz Turczyński (1954 – 1959)
- mjr Józef Kąsek (1960 - 1962)
- mjr Antoni Gawenda (1963 – 1964)
- mjr K. Westfalewicz (1965 – 1966)
- mjr Stanisława Gaik (1967 – 1969)[3]